# Терновка (Липецька область)
Терновка (рос. Терновка) — присілок в Усманському районі Липецької області Російської Федерації.
Населення становить 305  осіб. Належить до муніципального утворення Сторожевська сільрада.

## Історія
З 13 червня 1934 до 1954 року у складі Воронезької області. Відтак входить до складу Липецької області.
Згідно із законом від 2 липня 2004 року №114-оз органом місцевого самоврядування є Сторожевська сільрада.

## Населення
| 1862 | 1926 | 2000 | 2010 | 2011 |
| ---- | ---- | ---- | ---- | ---- |
| 302  | ↗882 | ↘288 | ↗305 | →305 |